# جنتود
جنتود هي إحدى بلديات كانتون جنيف في سويسرا.

## تاريخ
ورد ذكرها قديما باسم Gentouz حوالي 1301-1400.

## روابط خارجية
- الموقع الرسمي
- Genthod بالألمانية وبالفرنسية وبالإيطالية من قاموس سويسرا التاريخي على الإنترنت.